# Movera
Movera (Movera en aragonés) es un barrio rural de Zaragoza situado en el distrito de Barrios Rurales Norte.
Está regido por una Junta Vecinal.
Limita al norte con la autovía del Nordeste en dirección a Barcelona, al este con los municipios de Pastriz y La Puebla de Alfindén, al sur con el río Ebro y al oeste con el río Gállego, en su desembocadura con el río Ebro.

## Iglesia
En 1774 se construyó la iglesia dedicada a Santa María de Movera.
Es un edificio que se sitúa dentro del barroco-clascista tardío o neoclasicismo,
Se restauró en 1998 y 1999.
Está construida en ladrillo visto al exterior. La planta central circular está prolongada por los tramos rectangulares del ingreso (con coro alto) y del presbiterio. Una cúpula cubre el espacio central. La decoración interior es a base de pilastras con capitel que sostienen un entablamento corrido. Conserva los retablos originales.

## Torre de Santa Engracia
Situada en la carretera Movera-Pastriz, 204.
Responde a la arquitectura tradicional de las llamadas «torres». Data del siglo XVII,
Hasta el siglo XIX fue propiedad del monasterio Jerónimo de Santa Engracia de Zaragoza.
Fue enajenada en la desamortización.
En 1970 fue adquirida por el Ayuntamiento de Zaragoza mediante permuta con la empresa La Montañanesa.
Es un edificio de planta ligeramente rectangular que consta de las tres plantas (B+principal+ático) rematado en alero.

## Antiguo oratorio en Lugarico de Cerdán
Construido en el siglo XVIII dentro de la estética del barroco con reformas sustanciales de los siglos XIX y XX.
Se trata de una antigua iglesia de planta rectangular de 12,3 m por 6,80 m, construida con muros de carga de ladrillo macizo y cubierta plana a dos aguas con teja cerámica curva, Tiene un espacio anejo en el lado del Evangelio destinado a sacristía (abovedado) junto al presbiterio y a almacén de techumbre plana hacia los pies, reconvertida en vivienda.
El oratorio se utilizó como escuela desde el siglo XIX hasta que en la Segunda República se construyó la nueva escuela del lugar.
Entre 1928 y 1930 se vendieron todos los edificios del Lugarico de Cerdán, incluida la pequeña iglesia-escuela, que hoy se llama Villa Santa Eulalia.

## Casa Palacio de los Marqueses de Ayerbe en Lugarico de Cerdán
La que fuera Casa-palacio de las familias Cerdán de Escatrón, Sessé, Conde de Robres, Conde de Magalhaes y Marqués de Ayerbe, sucesivamente, está dividida en la actualidad en tres propiedades diferentes numeradas con los números 281, con entrada por el final de la calle y el 283 y 283 D con entrada por la plaza por la portada del palacio propiamente dicho.
La casa constaba de bodegas, suelo firme, piso 1.º y piso 2.º con desvanes.

## Centro de formación profesional
El Centro Público Integrado de Formación Profesional Movera tiene una oferta educativa en las enseñanzas de Ciclos Formativos de Grado Superior, de Grado Medio y de Formación Profesional Básica. Está ubicado en una finca de 45 hectáreas y cuenta entre sus instalaciones con una residencia internado que facilita la asistencia al mismo de alumnos que residen lejos.

## Residencia de Movera
El Centro Residencial de Movera tiene 13 plantas y cuenta con 85 plazas de residencia y 10 plazas en la llamada Unidad de Convalecencia Sociosanitaria (UCS). Acoge personas dentro del Programa de actuación conjunta entre la Gerencia del Servicio Aragonés de Salud y la Gerencia del Instituto Aragonés de Servicios Sociales.

## Servicios
Biblioteca Pública de Movera en la plaza Mayor, 1.
Casa de juventud Movera en la calle Padre Claret.
Centro deportivo municipal Movera en la avenida de Movera, 602.
Centro de convivencia para Mayores Movera en el Camino Torre Hornero, 7.
Campo municipal de fútbol Santa Engracia en la avenida de Movera, 600.